# World of Goo
World of Goo là một game giải đố do nhà phát triển game độc lập 2D Boy phát triển và phát hành vào năm 2008. Trò chơi lần đầu tiên được phát hành trên Microsoft Windows và Wii vào ngày 13 tháng 10 năm 2008, sau đó các phiên bản trên Mac OS X, Linux, và các thiết bị di động (iOS, Android) được ra đời trong những năm tiếp theo.
World of Goo đã được đề cử cho giải thưởng Seumas McNally, giải thưởng về thiết kế sáng tạo, và kỹ thuật xuất sắc tại Liên hoan Trò chơi độc lập, và đã tiếp tục giành chiến thắng một số giải thưởng game khác kể từ khi nó được phát hành.